# Chiesa di San Mauro (Soldano)
La chiesa di San Mauro è un luogo di culto cattolico situato nella località di Colareo nel comune di Soldano, in via San Mauro, in provincia di Imperia.

## Storia e descrizione
Di probabile origine quattrocentesca è situata sulla sponda sinistra del torrente Verbone tra le località di Mulino (au Mùlin), che trae il nome proprio da un mulino ad acqua esistente fino agli anni cinquanta del XX secolo, e Colareo. In origine era dedicata alla Madonna della Neve (Sancta Maria ad nives) e successivamente al santo compatrono Mauro abate.
È costruita in pietra con una piccola edicola campanaria con unico bronzo suonato a corda. L'accesso al tempio è localizzato nel greto del torrente; da circa 20 anni è presente un ponte privato. Accanto alla chiesa si può osservare la croce missionaria in ferro (che ha sostituito quella più antica di legno).
La tradizione soldanese vuole che il santo sia proprio passato nel paese per raggiungere la Francia.
Nell'epoca di costruzione della chiesetta quattrocentesca viene realizzato il polittico di Andrea della Cella: alcuni documenti attestano che gli abitanti di San Biagio della Cima nel 1518 chiesero al pittore di dipingere un quadro per la parrocchiale, con le stesse caratteristiche di quello di Soldano.
Il polittico raffigura san Giovanni Battista al centro, san Giovanni Evangelista e sant'Antonio abate ai lati; nella parte alta la Madonna con il Bambino, a sinistra santa Caterina d'Alessandria e a destra santa Lucia.